# グスタボ・シビエロ
グスタボ・リオネル・シビエロ（Gustavo Lionel Siviero、1969年9月13日 - ）は、アルゼンチン・ラグーナ・パイバ出身の元サッカー選手、現サッカー指導者。現役時代のポジションはDF。

## 経歴
1988年、アルゼンチンのCAコロンでプロデビュー。10年後の1998年に同僚のアリエル・イバガサとともにRCDマジョルカへと移籍すると、加入1シーズン目からリーグ戦33試合に出場し、スーパーカップにあたるスーペルコパ・デ・エスパーニャのタイトルを獲得した。
2002年7月、セグンダ・ディビシオンに所属していたアルバセテ・バロンピエに加入。2002-03シーズンにラ・リーガへと復帰したクラブにおいて中心選手として昇格に貢献したが、昇格後は出場機会が減少した。2005年に古巣CAコロンで現役を引退した。
現役引退後は指導者に転身し、主にスペインのクラブを率いている。

## タイトル
RCDマジョルカ
- スーペルコパ・デ・エスパーニャ : 1回 (1998-99)